# FIFA 08
FIFA 08, também conhecido por FIFA Football 08, FIFA Soccer 08 e FIFA 2008, é um jogo eletrônico (videogame) da série popular de jogos de futebol FIFA Soccer da Electronic Arts. O jogo já foi lançado para Xbox 360, Playstation 2, Playstation 3, Wii, Nintendo DS, PSP, Windows, e celular. O jogo tem múltiplos reviews.

## Narração e comentários
- Português Brasileiro: Nivaldo Prieto (Fox Sports) e Paulo Vinicius Coelho (Fox Sports)

## Novidades
"FIFA 08" entra em campo para mais um jogo e, desta vez, completamente adaptado às condições dos gramados da nova geração, mas sem deixar a bola cair nas demais plataformas também, é claro. Como de costume, a EA Sports traz grandes recursos para tentar melhorar o nível da simulação dentro de campo.
No Windows, PlayStation 2 e 3 e Xbox 360 a inteligência artificial oferece 35 pontos de decisão para os atletas, aumentando o número e a espontaneidade de reações, mas a ideia principal é proporcionar ao jogador um leque maior de possibilidades que melhor se encaixem às situações dentro do campo.
Ao chutar uma bola ao gol, variáveis como o efeito na bola, a pressão dos zagueiros, os atributos do atleta e até a pressão do ar fazem a diferença, definindo o sucesso (ou fracasso) da conclusão da jogada.
O Modo Manager é mais realista  (sem contar com as transferências)
E na PSP há os modos: QI Futebolístico, para responder a perguntas, o modo de Toques e o Ataque á parede; mas não tem o Be a Pro.

## O jogador entra em campo (literalmente)
As fintas e dribles agora podem ser combinadas para criar movimentos diferenciados, que definem o estilo de cada a craque.
Pela primeira vez na série, é possível experimentar as pressões que um jogador de futebol sofre na vida real, graças ao modo "Be a Pro", que coloca você nas chuteiras de um atleta específico, em seus desafios para dominar os fundamentos do esporte, das divididas aos passes.

## Números
O FIFA 08 possui 620 equipes licenciadas, 30 ligas e mais de 15 mil atletas, um aumento de 20% em relação à versão anterior (Fifa 07).
| - A-League novo - Austrian Bundesliga - Belgian Jupiler League - Campeonato Brasileiro Série A - Chech Gambirinus League novo - Danish Superligaen - Dutch Eredivisie - Premier League - Football League Championship - Football League One - Football League Two - French Ligue 1 - French Ligue 2 - 1. Bundesliga - 2. Bundesliga - FAI Premier Division novo | - Italia Série A - Italia Série B - Korean K-League - Major League Soccer - Primera División de México - Norwegian Tippeligaen - Polish Orange Ekstraklasa - BWINLIGA - Scottish Premier League - La Liga Española - Liga BBVA - Swedish Allsvenskan - Swiss Axpo Super League - Turkcell Super League |

Legenda
novo - Primeira vez incluso no FIFA series

## Seleções
| - África do Sul novo - Argentina - Austrália - Bélgica - Brasil - Bulgária - Camarões - China - Coreia do Sul - Croácia | - Dinamarca - Equador - Escócia - Espanha - Estados Unidos - Finlândia - França - Grécia - Holanda não licenciado - Hungria | - Inglaterra - Irlanda - Irlanda do Norte - Itália - México - Nigéria - Noruega - Nova Zelândia novo - País de Gales - Paraguai | - Polônia - Portugal - República Tcheca não licenciado - Romênia - Rússia - Suécia - Suíça - Turquia - Ucrânia - Uruguai |  |

## Estádios

### Alemanha
- Allianz Arena (Bayern Munich,1860 Munich)³
- Gottlieb-Daimler-Stadion (VfB Stuttgart)
- Commerzbank-Arena (Eintracht Frankfurt)¹
- Veltins-Arena (FC Schalke 04)
- HSH Nordbank Arena - AOL Arena (HSV)
- Olympiastadion (Hertha BSC)
- Signal Iduna Park (Borussia Dortmund)
- BayArena (Bayer Leverkusen)

### Portugal
- Estádio da Luz (Sport Lisboa e Benfica)
- Estádio do Bessa (Boavista F.C.)
- Estádio do Dragão (Futebol Clube do Porto)
- Alvalade XXI (Sporting Clube de Portugal)

### México
- Estadio Jalisco(CD Guadalajara, CF Atlas)1,5
- Estadio Azteca (Club América)

### Itália
- Stadio Delle Alpi (Juventus F.C.)
- Stadio Olimpico (A.S. Roma e S.S. Lazio)
- San Siro (A.C. Milan, Inter Milan)

### Inglaterra
- Anfield (Liverpool F.C.)
- Emirates Stadium (Arsenal F.C.)
- Highbury²
- St. James' Park (Newcastle United F.C.)
- Old Trafford (Manchester United F.C.)4
- Stamford Bridge (Chelsea F.C.)
- Wembley Stadium (Seleção da Inglaterra)
- White Hart Lane (Tottenham Hotspur F.C.)1,5

### Espanha
- Mestalla (Valencia C.F.)
- Manzanares (Atlético de Madrid)
- Camp Nou (FC Barcelona)

### Holanda
- Amsterdam Arena (AFC Ajax)

### Bélgica
- Constant Vanden Stock (RSC Anderlecht)

### França
- Parc des Princes (PSG e a França)
- Municipal de Gerland (Olympique Lyonnais)
- Stade Vélodrome (Olympique Marseille)
- Stade Félix Bollaert (Racing Club de Lens)

### Coreia do Sul
- Daegu Sports Complex (Daegu FC)
- Seoul Sang-Am (FC Seoul)

### País de Gales
- Millennium Stadium

### EUA
- Home Depot Center1,5(Los Angeles Galaxy e Chivas USA)

### Outros estádios
- Estilo Oval
- Estilo Quadrado Aberto
- Estilo Quadrado Fechado
- Moderno Genérico
- Moderno na América do Sul
- Moderno na Europa
- Div1 Estilo Euro
- Div1 Estilo RU
- Div2 Estilo Euro
- Div2 Estilo RU
- Div3 Estilo Euro
- Div3 Estilo RU

¹- Primeira vez incluída no FIFA Séries
²- Pode ser destravado na Loja do Torcedor mas não aparece no Xbox 360
³- Novo no PlayStation 2 e outros consoles exceto Xbox 360
4- O estádio Old Trafford não tem os novos quadrantes, exceto nas versões Xbox 360 e PS3
5- Não aparecem nas versões Xbox 360 e PS3
Os estádios em negritos são usados pelas seleções nacionais.

## Ligas interativas
As Ligas Interativas continuam, oferecendo a possibilidade de representar clubes on-line, dos campeonatos da Inglaterra, Alemanha, França, Itália e México

## Trilha sonora
O FIFA 08 conta com uma vasta variedade de músicas na sua trilha sonora. Conta ainda com o nome e o cantor:
| - !!! - "All My Heroes Are Weirdos" - Apartment - "Fall Into Place" - Art Brut - "Direct Hit" - Aterciopelados - "Paces" - The Automatic - "Monster" - Babamars - "The Core" - Bodyrox feat. Luciana - "What Planet You On?" - Bonde do Rolê - "Solta o Frango" - CAMP - "From Extremely Far Away" - Carpark North - "Human" - The Cat Empire - "Sly" - Céu - "Malemolência" - Cheb i Sabbah - "Toura Toura (Nav Deep Remix)" - Cansei de Ser Sexy - "Off the Hook" - Datarock - "Fa-Fa-Fa" - Digitalism - "Pogo" - Disco Ensemble - "We Might Fall Apart" - Dover - "Do Ya" - Heroes & Zeros - "Into the Light" - The Hoosiers - "Goodbye Mr. A" - The Hours - "Ali in the Jungle" - Ivy Queen - "Que Lloren" - Junkie XL - "Clash" - Jupiter One - "Unglued" - Kenna - "Out of Control (State of Emotion)" | - K-Os - "Born to Run" - La Rocca - "Sketches (20 Something Life)" (música-tema) - Lukas Kasha - "Love Abuse" - Madness ft. Sway & Baby Blue - "Sorry" - Maxïmo Park - "The Unshockable" - Melody Club - "Fever Fever" - Mexican Institute of Sound - "El Micrófono" - Modeselektor ft. Sasha Perera - "Silikon" - Noisettes - "Don't Give Up" - Pacha Massive - "Don't Let Go" - Peter Bjorn and John - "Young Folks" - Planet Funk - "Static" - Robyn - "Bum Like You" - Rocky Dawuni - "Wake Up the Town" - Santogold - "You'll Find a Way" - Simian Mobile Disco - "I Believe" - Superbus - "Butterfly" - Switches - "Drama Queen" - The Tellers - "More" - Tigarah - "Culture, Color, Money, Beauty" - Travis - "Closer" - Tumi and the Volume - "Afrique" - Vassy - "Wanna Fly" - Wir sind Helden - "Endlich ein Grund zur Panik" - Yonderboi - "Were You Thinking of Me?" |